# Miroslav Sláma
Miroslav Sláma   (Třebíč, 3 d'agost de 1917 - Thousand Oaks i Califòrnia, 30 de novembre de 2008) va ser un jugador d'hoquei sobre gel txec que va competir sota bandera txecoslovaca durant la dècada de 1940.
El 1948 va prendre part en els Jocs Olímpics d'Hivern de St. Moritz, on guanyà la medalla de plata en la competició d'hoquei sobre gel. En el seu palmarès també destaca una medalla d'or al Campionat del Món d'hoquei sobre gel de 1947.
Cap al final de la Segona Guerra Mundial va ser empresonat durant un breu període al gueto de Theresienstadt. Després del cop d'estat comunista a Txecoslovàquia va desertar a Suïssa el desembre de 1948, durant un torneig d'hoquei sobre gel a Davos. Va viure a Suïssa cinc anys, on va ser jugador i entrenador d'hoquei sobre gel abans d'emigrar als Estats Units on estudià biblioteconomia i acabà treballant com a bibliotecari.